# Paulo Freire

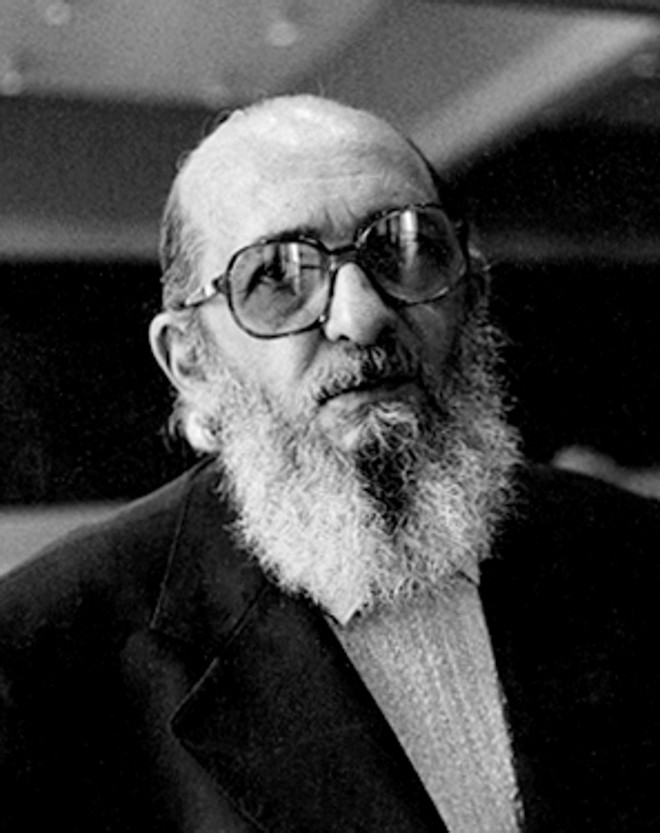
Paulo Freire (1977)

Paulo Freire (* 19. September 1921 in Recife; † 2. Mai 1997 in São Paulo) war ein in Theorie und Praxis einflussreicher brasilianischer Pädagoge und weltweit rezipierter Autor.

## Leben
Paulo Freires Familie gehörte zur Mittelschicht. Die Mutter war in seinen Worten „lieb, freundlich und gerecht“, der Vater war Polizist. In der Weltwirtschaftskrise von 1929 machte er die Erfahrung des Hungerns. Deswegen zogen die Freires nach Jaboatão dos Guararapes, wo sein Vater starb. Mit elf Jahren „widmete Paulo Freire sein Leben dem Kampf gegen den Hunger, sodass andere Kinder nie erleben müssen, was er erlebt hatte“.
Paulo Freire war kein sehr erfolgreicher Schüler. Nach der Schule studierte er zuerst Jura und wurde Anwalt, war jedoch von seinem Beruf nicht überzeugt, da die Anwälte das Besitztum der Reichen verteidigten. Aus diesem Grund wurde Paulo Freire Lehrer für Portugiesisch. Seine Interessen lagen mehr in der Philosophie, Psychologie, Pädagogik und den Sprachen.
Mit 23 Jahren heiratete er die Lehrerin Elza Maia Costa de Oliveira. Aus dieser Ehe gingen fünf Kinder hervor. Nach der Heirat studierte Freire Erziehungswissenschaft. Zwischen 1946 und 1954 war Paulo Freire der Direktor der Abteilung für Erziehungswissenschaft und Kultur des Bundesstaates Pernambuco. 1946 wurde er Dozent für Philosophie und Erziehungswissenschaften an der Universität von Recife, von der er 1959 promoviert wurde. 1947 begann er seine Alphabetisierungskampagne. Das war die Zeit, in der er die „Kultur des Schweigens“ (siehe unten) entdeckte.

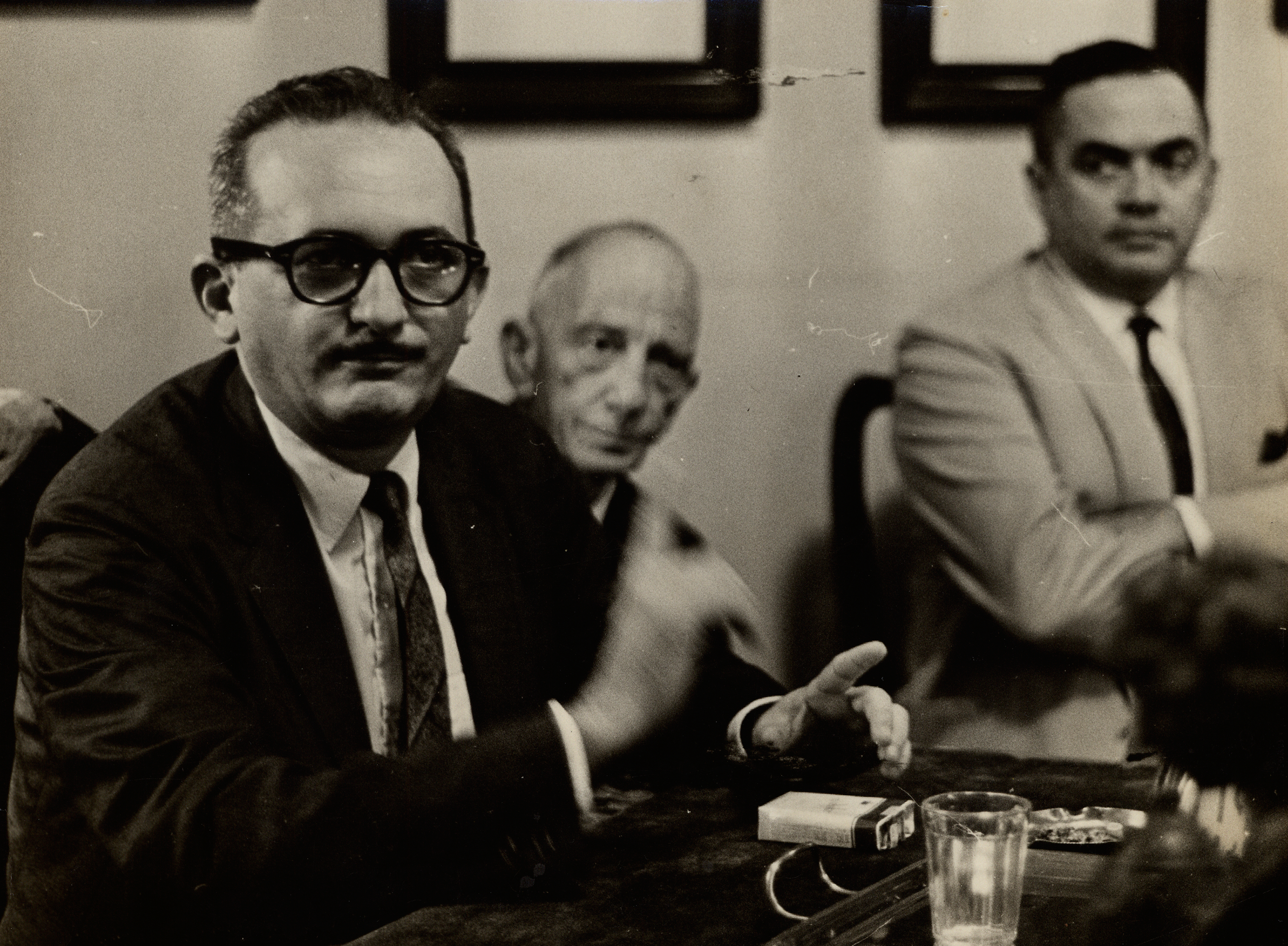
Paulo Freire (1963)

Im Jahre 1961 wurde João Goulart neuer Präsident von Brasilien und unterstützte die Arbeit Paulo Freires. Zwischen 1961 und 1964 war die Hauptzeit der Alphabetisierungskampagne nach Freires Methode. In den ersten acht Monaten der Kampagne wurden 8000 Freiwillige für die Alphabetisierung ausgebildet. Die Alphabetisierung hatte unmittelbare politische Folgen: Analphabeten waren in Brasilien von Wahlen ausgeschlossen. Durch die Alphabetisierung erhielten die Ausgeschlossenen auch eine politische Stimme. Das gefiel vielen der Mächtigen nicht.
Am 1. April 1964 übernahm das Militär durch einen Putsch die Staatsgewalt. Paulo Freire wurde zunächst unter Hausarrest gestellt, später saß er 70 Tage im Gefängnis. Anschließend entschloss sich Freire, nach Chile auszuwandern, um einer weiteren Haft zu entgehen. Im Gefängnis hatte er begonnen, sein Buch Educação como prática da liberdade (Erziehung als Praxis der Freiheit) zu schreiben. Es erschien 1967, gleichzeitig mit der spanischen Übersetzung, die ihn auch im spanischsprachigen Lateinamerika bekannt machte. Im selben Jahr veröffentlichte Freire das Buch Alfabetização e conscientização (Alphabetisierung und Bewusstseinsbildung). Es folgten die Bücher Pedagogia do oprimido (Pädagogik der Unterdrückten), das in 18 Sprachen übersetzt wurde, Conscientização. Teoria e prática da libertação (Bewusstseinsbildung. Theorie und Praxis der Befreiung) und Ação cultural para a liberdade (Kulturelles Schaffen für die Freiheit).
Später hielt er Vorträge am CIDOC in Cuernavaca und gab 1975 mit dessen Leiter, Ivan Illich, das Buch Dialogo heraus. In Chile arbeitete er mit örtlichen Initiativen und Einrichtungen der Volksbildung und mit der UNESCO zusammen. Seine Methode wurde 1965 von der Regierung von Eduardo Frei für alle staatlichen Alphabetisierungsprogramme in Chile übernommen, mit großem Erfolg. Die UNESCO zeichnete Chile als einen von fünf Staaten aus, die bei der Überwindung des Analphabetismus die größten Fortschritte gemacht hatten.
1969/70 war Paulo Freire Professor an der Harvard University. 1970 wurde er für mehr als zehn Jahre „Counsellor of the Office of Education“ beim Weltkirchenrat in Genf. Zudem arbeitete er mit dem Centre International Développement et Civilisations (IRFED) von Louis-Joseph Lebret in Paris zusammen, mit der UNESCO, mit der Internationalen Arbeitsorganisation (ILO) in Genf, mit der FAO in Rom und mit dem „Center for the Study of Development and Social Change“ in Cambridge (USA). Aus seinem Engagement in Afrika entstand 1979 das Buch Pedagogy in Process. The letters to Guinea-Bissau.
1980 war es für Paulo Freire wieder möglich, nach Brasilien zurückzukehren. Er lehrte an der Päpstlichen Katholischen Universität von São Paulo und an der Päpstlichen Katholischen Universität von Campinas. Freire war Mitbegründer der Arbeiterpartei.
Paulo Freire war als Katholik sehr religiös. Andererseits kann man ihn als radikalen Aufklärer bezeichnen. Seine Theorie entwickelte er aus vielen Theorien. Es ist nicht falsch, Paulo Freire als Eklektiker zu bezeichnen. Er vereinigt Gedankengänge von Descartes, Immanuel Kant, Hegel, Karl Marx, Karl Jaspers, Jean-Paul Sartre, Gabriel Marcel, Georges Bernanos, Emmanuel Mounier, Jacques Maritain, Gilberto Freyre, Claude Lévi-Strauss, Erich Fromm, Herbert Marcuse, Leszek Kołakowski, Martin Buber, Noam Chomsky und anderen. Dimas Figueroa zufolge ist Paulo Freires Theorie am „entschiedensten geprägt … durch die Wissenssoziologie Karl Mannheims, die Sprachtheorien Ferdinand de Saussures und Charles Ballys sowie durch die Phänomenologie Edmund Husserls.“ Zudem bezieht sich Freire in seinen Werken immer wieder auf die Dialektik des Konkreten von Karel Kosík.

## Alphabetisierungsprogramm
Paulo Freire entwickelte in den 1960er Jahren ein Alphabetisierungsprogramm, das nicht nur eine Technik des raschen und gezielten Erwerbs von Lesen und Schreiben, sondern darüber hinaus eine Methode der Bewusstseinsbildung darstellt. Da zu diesem Zeitpunkt in Brasilien Analphabeten nicht wahlberechtigt waren, war Alphabetisierung eine Kampagne von hoher politischer Relevanz. Er selbst sah sein Programm als einen Schritt zur Demokratisierung Brasiliens an.

### Bewusstseinsbildung

#### Grundlage: Die Theorie Karl Mannheims
„Karl Mannheim rekonstruiert die historische Entwicklung des Menschen in drei Stufen. Ursprünglich bestimmt die Hordensolidarität die zwischenmenschlichen Beziehungen. Auf der zweiten Stufe beginnt sich der Mensch als Individuum zu erfahren, indem er in Konkurrenz zu anderen tritt. Der Mensch auf der Stufe der nachindividuellen Gruppensolidarität bildet die gesellschaftliche Wirklichkeit, in der wir heute leben.“

Freire nennt die erste Stufe „semi-transitives Bewusstsein“ und die nächste Stufe „naiv-transitives Bewusstsein“. Diese Stufe kann zu einem kritischen Bewusstsein im Übergang führen oder umgebogen werden in ein „entwurzeltes, entmenschlichtes und fanatisiertes Bewusstsein, wie es für die Vermassung typisch ist“.

#### Paulo Freires Anthropologie
Paulo Freire stellt seine Anschauung vom Menschen durch den Unterschied zu den Tieren dar. So sagt er, „daß von den unvollendeten Wesen der Mensch das einzige ist, das nicht nur sein Handeln, sondern auch sein eigenes Selbst zum Gegenstand seiner Reflexion macht.“ Tiere sind nur „Wesen in sich selbst“, „ahistorisch“, „lediglich stimuliert“ und „können sich selbst nicht verpflichten“.
Nach seiner Meinung ist jeder Mensch in der Lage, ein kritisches Bewusstsein zu erreichen, das u. a. durch folgende Merkmale gekennzeichnet ist:
- Tiefe in der Interpretation von Problemen
- der Substitution von magischen Erklärungen durch Kausalprinzipien
- Vermeidung von Verzerrungen bei der Wahrnehmung von Problemen
- die Zurückweisung, Verantwortung auf andere abzuschieben
- passive Positionen zurückzuweisen
- den Dialog zu praktizieren und nicht zu polemisieren
- das Neue kritisch zu akzeptieren und das Alte nicht zu verurteilen[8]

### Die Kultur des Schweigens
Paulo Freire nennt die Kultur des ländlichen Proletariats und der Slumbewohner Brasiliens die Kultur des Schweigens. Er sieht, wie diese Menschen sich ihrem Schicksal ergeben („es ist alles Gottes Wille“), wie sie dem Mythos verfallen, schlechtere Menschen zu sein, und wie sie apathisch ihren Unterdrückern, z. B. Gutsherren, vertrauen. Konsequenterweise lehnen die Unterdrückten deswegen auch Bildung ab. Ihre Unterdrücker regeln für sie ja alles. Dafür verantwortlich ist auch das herrschende Schulwesen, welches nicht auf die Probleme der Schüler eingeht, sondern Wissen nach westlichem Vorbild verbreiten will oder muss.

### Gegenkonzept
Paulo Freire will die herrschende Passivität aufbrechen. Er führt sein anthropologisches Konzept der Kultur als Unterscheidung von „Natur“ und „Kultur“ ein." Er glaubt, so Cynthia Brown, dass eine Diskussion über diese Unterscheidung Analphabeten zu der Erkenntnis führt, dass sie durch ihre Arbeit genauso Kultur schaffen wie belesene Menschen, dass Kultur grundsätzlich etwas von Menschen Geschaffenes und somit auch veränderbar ist. Die Unterscheidung zwischen Kultur und Natur beinhaltet in diesem Zusammenhang auch den Unterschied zwischen Mensch und Tier und die Wichtigkeit von Sprache und Schrift.
Um die Diskussion über Natur und Kultur, Menschen und Tiere und Kultur im Leben der Menschen anzustoßen, ließ Paulo Freire zehn Bilder von einem Maler anfertigen, die dann abfotografiert wurden. Mit Hilfe eines Diaprojektors wurden diese Bilder in den Dörfern an die Wand geworfen.
Der „Koordinator“ beginnt mit den Dorfbewohnern, die freiwillig den Alphabetisierungskurs besuchen, einen Dialog. Die Dias werden nacheinander durchgesprochen. Hier können die Teilnehmer ihr „wirkliches Wissen“ ausdrücken, ohne dass sie lesen oder schreiben können müssen. Dies regt die Teilnehmer an, nun selber lesen zu lernen. Paulo Freire nennt diesen Prozess „Bewusstseinsmachung“. Für ihn ist es ein Prozess, in dem die Teilnehmer angeregt werden, ihre eigene Situation zu analysieren, um dann ihr Leben und ihre eigene Lebenssituation selbst zu gestalten.

### Ablauf
a.) Die Autoritäten des Dorfes werden aufgesucht, um ihr Einverständnis zum Alphabetisierungsprogramm einzuholen.
b.) Das Leben und das Vokabular der Gemeinschaft wird untersucht.
c.) 16 generative Wörter werden kodiert und auf Dias, Poster usw. geschrieben. Da Portugiesisch eine Silbensprache ist, können aus verschiedenen Silben neue Wörter gebildet werden.
d.) Eine sogenannte „Entdeckungskarte“, auf der einzelne Silben abgebildet sind, wird entwickelt.
e.) Ein Raum im Dorf wird angemietet.
f.) Koordinatoren, keine Lehrer, werden ausgewählt und ausgebildet.
g.) Ein „Kulturkreis“, keine Klasse, wird gebildet. Er besteht aus 25 bis 30 Teilnehmern.
Wenn die Gruppe sich gebildet hat, läuft es weiter wie folgt:
I.) Einmal die Woche trifft sich die Gruppe für eine Stunde ca. 6- bis 8-mal.
II.) Die ersten Sitzungen werden dazu benutzt, die Unterschiede zwischen Natur und Kultur anhand der 10 Dias zu analysieren.
III.) In der nächsten Sitzung wird das erste generative Wort gebildet – mit Hilfe der „Entdeckungskarte“. Am Ende werden die Teilnehmer aufgefordert, neue Wörter aus den Silben zu bilden.
IV.) In den verbleibenden Sitzungen werden die anderen generativen Wörter einzeln eingeführt. Die Teilnehmer schreiben und lesen in den Sitzungen, drücken ihre Meinung aus und schreiben sie auf. Sie lesen Zeitungen und diskutieren über lokale Ereignisse.

## Pädagogik der Unterdrückten
1970 erschien Paulo Freires befreiungspädagogisches Hauptwerk – Pädagogik der Unterdrückten. Dieses Buch wurde in 18 Sprachen übersetzt. Zwar weist Paulo Freire nicht explizit darauf hin, dass dieses Buch auf den Erfahrungen aufbaut, die er in der Alphabetisierungskampagne gemacht hat, aber implizit findet man die Grundstruktur wieder.

### Die Analyse des herrschenden Schulsystems – „Bankiers-Methode“
Die vorherrschende Unterrichtsmethode nennt Paulo Freire „Bankiers-Methode“. Er macht seine Kritik deutlich, indem er den Positivismus seiner Zeit kritisiert. So behauptet er, dass die Anhänger des Positivismus glauben, dass das „menschliche Bewusstsein etwas leeres und passives ist, in dem es nichts gibt, was bewusst gemacht werden sollte.“ So schreibt Paulo Freire: „Das Bankiers-Konzept beruht auf der Voraussetzung einer Spaltung zwischen Mensch und Welt: der Mensch ist nur in der Welt, aber nicht mit der Welt oder mit anderen. Der Mensch ist Zuschauer, nicht Neuschöpfer. In dieser Sicht ist der Mensch nicht ein bewusstes Wesen, vielmehr ist er Besitzer eines Bewusstseins: eines leeren Sinnes, der dem Empfang von Einlagen an Wirklichkeit aus der Außenwelt passiv offen steht.“
In der Bankiers-Methode wird Erziehung zu einem Akt der Spareinlage. Der Lehrer macht Einlagen in die Köpfe der Schüler. Die Aufgabe des Lehrers ist es, die Köpfe der Schüler „mit den Inhalten seiner Übermittlung zu füllen“ – mit Inhalten, die von der Wirklichkeit losgelöst sind, ohne Verbindung zu einem größeren Ganzen, das sie ins Leben rief und ihnen Bedeutung verleihen könnte. „Je vollständiger er die Behälter füllt, ein desto besserer Lehrer ist er. Je williger die Behälter es zulassen, dass sie gefüllt werden, um so bessere Schüler sind sie.“ Paulo Freire behauptet, dass diese Bankiers-Methode die Schüler passiv macht. Sie nehmen die ihnen präsentierte Welt hin und passen sich der scheinbaren Realität an. So entwickelt sich nach Paulo Freire kein kritisches Bewusstsein.

### Die Alternative – „problemformulierende Bildung“
„In der problemformulierenden Bildung entwickeln die Menschen die Kraft, kritisch die Weise zu begreifen, in der sie in der Welt existieren, mit der und in der sie sich selbst vorfinden. Sie lernen die Welt nicht als statische Wirklichkeit, sondern als eine Wirklichkeit im Prozess sehen, in der Umwandlung.“
Paulo Freires Konzept sieht vor, den Lehrer-Schüler-Widerspruch, wie er in der „Bankiers-Methode“ vorherrscht, aufzuheben. So bezeichnet er sie konsequenterweise als „Lehrer-Schüler“ bzw. als „Schüler-Lehrer“. Durch wahren Dialog der „Schüler-Lehrer“ und der „Lehrer-Schüler“ sollen beide die Wirklichkeit enthüllen. Allerdings, Dialog ist nicht möglich,
- „wo es an der tiefen Liebe für Welt und Menschen fehlt“[14]
- ohne „einen intensiven Glauben an den Menschen, einen Glauben an seine Macht, zu schaffen und neu zu schaffen, zu machen und neu zu machen, Glauben an seine Berufung, voller Mensch zu sein“[15]
- „ohne dass sich die Dialogpartner auf kritisches Denken einlassen“[15]

Nach Paulo Freire entdeckt man bei der Analyse des Dialogs, „was das Wesen des Dialogs ausmacht: das Wort“. Das Wort ist mehr als ein Instrument, das den Dialog ermöglicht. In ihm entdeckt Paulo Freire zwei konstitutive Elemente: Reflexion und Aktion. Für ihn beruht Praxis auch auf Reflexion und Aktion.
Wenn im Unterricht nur theoretisch reflektiert wird, fehlt die Aktion. Dies bezeichnet Paulo Freire als „Verbalismus“. Wenn andererseits das Gewicht mehr auf Aktion gesetzt wird, fehlt die Reflexion. Dies bezeichnet er als „Aktionismus“. Ein guter Unterricht muss also ein ausgewogenes Verhältnis zwischen Reflexion und Aktion anstreben.

## Kommunikation, Bewusstseinsbildung und Autonomie
Da nur ein Teil von Freires Gesamtwerk ins Deutsche übersetzt wurde, konzentriert sich die Rezeption in Deutschland auch stark auf diese Werke (v. a. Pädagogik der Unterdrückten). Dies führte u. a. dazu, dass Freire zunehmend in Vergessenheit geraten zu sein scheint. Dabei wird leicht übersehen, wie umfassend sein Gesamtwerk ist. Insbesondere Werke wie die Pedagogia da autonomia (Pädagogik der Autonomie), Pedagogia da Esperanca (Pädagogik der Hoffnung), A educacao na cidade (Die Bildung in der Stadt) oder der Aufsatz Education and Community Involvement besitzen eine hohe Aktualität sowohl für Diskussionen um Bürgerpartizipation und Zivilgesellschaft, aber auch zum technologischen Wandel. Freires Pädagogik ist eine Pädagogik der Kommunikation, denn durch die Kommunikation erfolgt eine Reflexion und damit Bewusstseinsbildung. Durch diese Bewusstseinsbildung ist es dem Menschen möglich, Autonomie zu erlangen. Die Aktualität dieser Konzepte zeigt sich schon durch neue Kommunikations- und Informationsmöglichkeiten, die den Menschen vor neue Herausforderungen stellen. So kann Freires Pädagogik wichtige Impulse liefern für die Medienpädagogik (Schwinger 2005).
Seit 2007 liegt auch ein Teil des Spätwerks auf Deutsch vor.

## Rezeption
Freire wurde global intensiv rezipiert. Während das Interesse in Deutschland zeitweilig zurückging, ist er in der angelsächsischen Welt ein zentraler Bezugspunkt für die Kritische Erziehungswissenschaft (englisch Critical pedagogy) geblieben. Zu seinen wichtigsten Interpreten in Nordamerika zählen Peter McLaren, Donaldo Macedo, Joe L. Kincheloe, Ira Shor und Henry Giroux.
In Mexiko setzt sich die La Fundacion McLaren kontinuierlich mit Freires Werk auseinander.
1991 wurde in São Paulo das Instituto Paulo Freire gegründet, um die von Freire eröffneten Perspektiven weiter zu verfolgen. Das Institut hat nun Projekte in vielen Ländern; sein Sitz ist gegenwärtig an der UCLA Graduate School of Education and Information Studies in Los Angeles.
1974 wurde in Europa das „Collectif Européen Conscientisation“ gegründet. Mitglieder waren die Université de Paix (Namur), die Wereldscholen (Hasselt), die Jugendakademie Walberberg (Bonn), die Arbeitsgemeinschaft sozialpolitischer Arbeitskreise (München), das Institut Oecuménique pour le Développement des Peuples (Paris), die Scuola Professionale Emigrati (Zürich) und das Centro di Animazione per l'Autogestione Populare (Palermo).
Im Laufe der Jahre entstanden überall in Europa nationale Institute, die sich verstärkt mit den Ideen Paulo Freires auseinandersetzten. So wurde 1994 in Frankfurt am Main die deutsche Paulo Freire Gesellschaft e. V. gegründet, die in dieser Form bis 2008 in München bestand, dann nach Berlin zog. 1996 entstand an der Universität Oldenburg die Paulo Freire Kooperation als wissenschaftliche Gesellschaft. Ihre Aufgabe ist die Weiterverbreitung der Ideen Paulo Freires.
Es fanden mehrere wissenschaftliche Konferenzen statt. 2003 organisierte das Deutsche Institut für Menschenrechte in Zusammenarbeit mit der Paulo Freire Kooperation und dem UNESCO-Institut für Pädagogik die Konferenz „Das Recht auf Bildung für alle – Menschenrechtsbildung und die Aktualität der Pädagogik Paulo Freires“.
2018 fand an der Universität Hamburg ein Kongress zur Freire-Pädagogik unter dem Thema „Dialogisches Denken und Bildung als Praxis der Freiheit“ statt.
In Folge des 100. Geburtstages von Freire wurde an der Universität Salzburg 2021 ein Kongress mit dem Titel „Dialog und Befreiung in einer digitalen Zukunft“ organisiert.
Auch an der Internationalen Akademie Berlin (INA) gibt es ein Paulo Freire Institut.
Das Paulo and Nita Freire Project for International Critical Pedagogy wurde an der McGill University gegründet. Joe L. Kincheloe und Shirley R. Steinberg versuchen hier ein Forum für den weltweiten Dialog kritischer Wissenschaftler anzubieten.
Paulo Freires Arbeiten wirkten auch auf Steve Biko und das Black Consciousness Movement in Südafrika.
Unter anderem an süd- und nordamerikanischen Hochschulen, auf Malta und in Israel wurden im Bemühen um eine Aktualisierung der Kritischen Theorie die Schriften von Paulo Freire diskutiert.

## Auszeichnungen und Ehrungen
- 1973: Ehrendoktor der Open University in Großbritannien.
- 1980/1981: König-Baudouin-Preis
- 1986: UNESCO-Preis für Friedenserziehung
- 1997: Ehrendoktor des Fachbereiches Pädagogik der Carl von Ossietzky Universität Oldenburg. Diese Auszeichnung kurz vor seinem Tode konnte Paulo Freire nicht mehr persönlich entgegennehmen.
- Eine Freie Evangelische Schule in Parchim (Mecklenburg) trägt den Namen des Pädagogen.
- Unter der Bezeichnung „Collection Educator Paulo Freire“ wurden Dokumente von Paulo Freire von der UNESCO im Jahr 2017 in die Liste des Weltdokumentenerbes aufgenommen.[28]

## Schriften
- Pädagogik der Unterdrückten. Einführung von Ernst Lange, vom Verfasser autorisierte deutsche Übertragung von Werner Simpfendörfer, Originaltitel Pedagogia do Oprimido. Kreuz, Stuttgart / Berlin 1971, ISBN 3-7831-0374-6, Taschenbuchausgabe: Pädagogik der Unterdrückten. Bildung als Praxis der Freiheit (= rororo, Band 6830: rororo-sachbuch, Erziehung und Unterricht), Rowohlt, Reinbek bei Hamburg 1973, ISBN 3-499-16830-8.
- Erziehung als Praxis der Freiheit. Kreuz-Verlag, Stuttgart 1974, ISBN 3-7831-0442-4.
- Concientization. In: The Month, May 1974.
- Der Lehrer ist Politiker und Künstler. Neue Texte zur befreienden Bildungsarbeit. Rowohlt, Reinbek bei Hamburg 1981
- A few notions about the word „concientization“. In: Roger Dale, Geogg Esland, Madeleine MacDonald: Schooling and Capitalism: A Sociological Reader. Routledge and Kegan Paul, London 1976.
- A Educação na Cidade. Cortez Editora, São Paulo 1995.
- Pedagogia da Autonomia. Paz e Terra, Rio de Janeiro 2001.
- Pedagogia da Esperança. Paz e Terra, Rio de Janeiro 2002.
- Education and Community Involvement In: Manuel Castells und andere: Critical Education in the new Information Age. Rowman & Littlefield, Lanham 1999.
- Unterdrückung und Befreiung. Waxmann, Münster 2007, ISBN 3-8309-1803-8.
- Bildung und Hoffnung. Waxmann, Münster 2007, ISBN 3-8309-1856-9.
- Pädagogik der Autonomie: Notwendiges Wissen für die Bildungspraxis. Waxmann, Münster 2008, ISBN 3-8309-1870-4.